# 奥田哲雄
奥田 哲雄（おくだ てつお、1935年 - ）は、朝日放送所属のプロデューサー。現在は同社を定年退職している。

## 来歴・人物
大阪府出身。大阪市立大学卒の1959年に朝日放送入社。ラジオ編成部を経て、1970年にテレビ制作部プロデューサーに就任。その1970年代には『ラブアタック!』などのバラエティ番組の制作を担当し、1980年4月にドラマ制作部に移る。
推理小説好きで、特に作家・和久峻三の大ファンで、土曜ワイド劇場枠の藤田まこと主演『京都殺人案内』シリーズ、金曜夜9時枠のフランキー堺主演『赤かぶ検事奮戦記』シリーズなどの和久の原作作品のドラマ化に力を入れた。ほかにも、『ザ・ハングマン』シリーズなど数々のヒットドラマを生み出す。また、末期の『必殺シリーズ』の局側プロデューサーも兼務していた。

## 主なプロデュース作品

### ドラマ
- 京都妖怪地図
- 京都マル秘指令 ザ新選組
- 京都殺人案内シリーズ
- 赤かぶ検事奮戦記シリーズ
- ザ・ハングマンシリーズ
- 必殺シリーズ
- 部長刑事シリーズ

他

### バラエティ
- ラブアタック!

他